# Đurđevića-Tara-Brücke
Die Đurđevića-Tara-Brücke ist eine Straßenbrücke im Norden von Montenegro. Das im Grundriss gekrümmte Bauwerk weist zwei Fahrstreifen auf. Es liegt etwa 25 Straßenkilometer östlich von Žabljak zwischen den Dörfern Budečevica und Trešnjica in einer Höhe von etwa 780 Meter (Fahrbahn) über dem Meer und überspannt an der schmalsten Stelle in maximal 150 Meter Höhe die Schlucht des Flusses Tara. Benannt ist die Brücke nach dem unmittelbar nördlich gelegenen Dorf Đurđevića Tara.
Der Magistralni put M6 führt über die Brücke.

## Geschichte
Das Brückenbauwerk wurde ab 1938 nach Plänen von Mijat S. Trojanović errichtet und im November 1940 dem Verkehr übergeben. Das Bauwerk gehörte in Europa zu den größten Stahlbeton-Bogenbrücken für den Straßenverkehr. Im Frühjahr 1942 sprengten Partisanen einen Bogen der Brücke, 1946 folgte der Wiederaufbau.

## Konstruktion

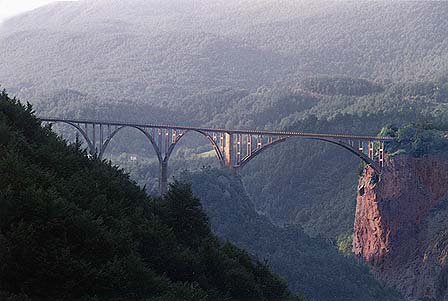
Đurđevića-Tara-Brücke über der Tara-Schlucht, Südansicht

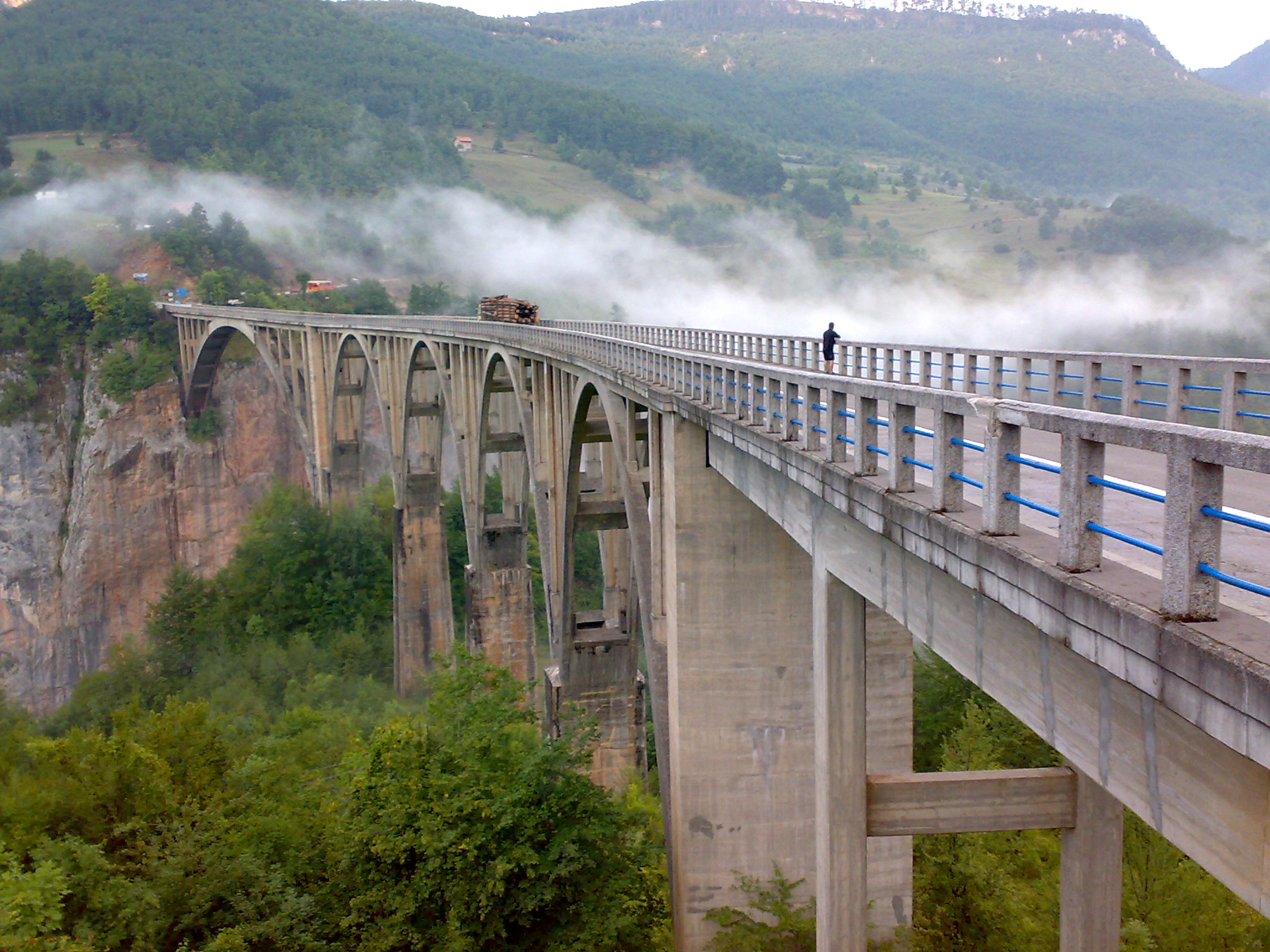
Detailansicht

Die insgesamt rund 350 Meter lange und 7 Meter breite Bogenbrücke ist eine Stahlbetonkonstruktion. Sie weist in der Hauptöffnung einen 116 Meter weit spannenden Stahlbetonbogen auf, an den sich westlich, auf der linken Flussseite vier Bögen mit Pfeilerachsabständen von jeweils 47 Metern anschließen.
Der Hauptbogen wurde auf einem Lehrgerüst, das von zwei hölzernen Gerüsttürmen mit Höhen von rund 100 Metern und 141 Metern getragen wurde, erstellt. Der Entwurf für die Lehrgerüstkonstruktion stammte vom Schweizer Zimmermeister Richard Coray. Es wurde mit 650 Kubikmeter Fichtenholz, mit der Axt per Hand zu Kantholz behauen, innerhalb von sechs Monaten hergestellt. Als Holzverbindungen wurden Schraubbolzen verwendet.
Der 6 Meter breite Hauptbogen weist einen Querschnitt auf, der aus zwei außenliegenden, parallelen Betonbogenrippen besteht, die miteinander in halber Querschnittshöhe durch eine Platte und unter der Platte durch Querriegel verbunden sind. Die Herstellung erfolgte in drei Abschnitten. Zuerst wurde die Rippen samt Querriegel bis zur Unterkante der Platte betoniert, anschließend folgte die Platte und abschließend der obere Teil der Bogenrippen. Dadurch wurden die vorherigen Betonierabschnitte zum Abtragen der Lasten genutzt, und das Lehrgerüst musste nicht für das volle Bogeneigengewicht dimensioniert werden.